# Skimping

## Skimping
El Skimping o economicidad de los recursos es un término utilizado en mundo financiero para referirse a uno de los comportamientos oportunistas de los directivos.

## Definición
Comportamiento oportunista que se produce cuando el equipo directivo reduce la cantidad de recursos que una empresa destina al control y suscripción de deuda, favoreciendo a la discrecionalidad directiva.